# あっけら貫刃帖
『あっけら貫刃帖』（あっけらかんじんちょう）は、小林ゆきによる日本の漫画。『週刊少年ジャンプ』（集英社）において、2002年11号から同年22・23号まで連載された。

## あらすじ
刀の妖「刀魔（とうま）」による辻斬り騒動に震撼する江戸の町。辻斬りの犠牲となった父親の敵討ちを誓う青年・山本青葉は一人で刀魔に戦いを挑むが、絶体絶命の危機に陥る。その時、彼を救ったのは刀魔討伐隊「刀狩衆」の一人で「裂鬼助」と名乗る子供だった。

## 登場人物
裂鬼助（さきすけ）
本作品の主人公。青葉が辻斬り犯の追跡に行き詰まっていた時に出会った少年。幼い姿をしているが、刀魔討伐隊・刀狩衆の一人である。刀魔に襲われていた青葉を助け、彼を刀狩への道に誘う。小柄な割に大食漢で、蕎麦はかけそばにせずに、つゆがないまま麺のみを食べる。またかなりの甘党で度々甘味を大量に食したり、青葉にねだるなどかなり執着している。その正体は戦国時代数多の血を吸った黒刀の刀魔であり、刀魔形態は長身痩躯でマントを羽織った姿となる。
山本青葉（やまもと あおば）
父親を殺した辻斬りへの復讐を誓う青年。刀魔に襲われて絶体絶命のところを裂鬼助に助けられる。その後は刀狩衆に志願し、見習いとして働くことになる。
葎（りつ）
刀狩衆の一人。勝気な少女で、青葉とは口喧嘩が絶えない。洋妾の母親を持つ。海賊に落ちぶれ、刀魔に両腕を奪われて放浪していたところを裂鬼助に助けられたという過去を持つ。その恩から裂鬼助を敬愛しているほか、本人も裂鬼助と同じく大食いで甘党。両腕は義手になっており、戦闘時には武器として使用する。

## 読み切り版
『週刊少年ジャンプ』2001年41号に掲載された同名の読み切り作品。連載版の原型となっている。

## 単行本
1. ISBN 4-08-873303-7
2. ISBN 4-08-873331-2